# Riu Iza
L'Iza és un afluent esquerre del riu Tisza al nord de Romania. La seva font o naixement es troba a les muntanyes de Rodna. Desemboca al Tisza prop de la ciutat Sighetu Marmației. Passa pels municipis Săcel, Săliștea de Sus, Dragomirești, Bogdan Vodă, Șieu, Rozavlea, Strâmtura, Bârsana, Oncești, Vadu Izei i Sighetu Marmației. La seva conca de desguàs ocupa una superfície de 1.293 km². La seva longitud és de 80 km.

## Afluents
Els rius següents són afluents del riu Iza: [2]
- Esquerra: Valea Carelor, Bistrița, Bâleasa, Baicu, Slatina, Ieud, Gârbova Mare, Botiza, Sâlța, Slătioara, Valea Morii, Văleni, Mara, Șugău
- Dreta: Valea Satului, Valea Muntelui, Valea Caselor, Valea Porcului, Rona